# Махино
Махино — деревня в Саратовском районе Саратовской области России. С апреля 2021 года входит в состав городского округа Саратова.

## Физико-географическая характеристика
Деревня расположена в юго-западной части Саратовского района, вблизи к деревне Быковка, на берегу реки Латрык. Расстояние до административного центра села Рыбушка — 38 км, до областного центра составляет 33 км. С областным центром Махино связана автодорогой с твёрдым покрытием. В селе имеется водоём - пруд. 
Климат
Климат в деревне умеренно холодный. Наблюдается большое количество осадков, даже в самый засушливый месяц (согласно классификации климатов Кёппена — Dfa). Среднегодовая температура в Махино — 5,6 °C. Среднегодовая норма осадков — 432 мм. Наименьшее количество осадков выпадает в марте и составляет 22 мм. Наибольшее количество осадков выпадает в июле, в среднем 47 мм.
| Показатель                         | Янв. | Фев.  | Март | Апр. | Май | Июнь | Июль | Авг. | Сен. | Окт. | Нояб. | Дек. | Год |
| ---------------------------------- | ---- | ----- | ---- | ---- | --- | ---- | ---- | ---- | ---- | ---- | ----- | ---- | --- |
| Средняя температура, °C            | −11  | −10,7 | −4,7 | 7,4  | 15  | 19,5 | 21,2 | 19,8 | 13,7 | 5,8  | −2    | −7,3 | 5,6 |
| Норма осадков, мм                  | 34   | 23    | 22   | 27   | 38  | 47   | 47   | 45   | 41   | 34   | 40    | 34   | 432 |
| Источник: Махино (норма 1982-2012) |      |       |      |      |     |      |      |      |      |      |       |      |     |

Часовой пояс
Деревня Махино, как и вся Саратовская область, находится в часовой зоне МСК+1. Смещение применяемого времени относительно UTC составляет +4:00.
Уличная сеть
В деревне Махино одна улица — Зелёная.

## Население
| 2010 |
| ---- |
| 16   |

В селе проживает:
| Численность по годам | Численность (чел.) | Количество домовладений |
| -------------------- | ------------------ | ----------------------- |
| 2016 год             | 14                 | 16                      |
| 2017 год             | 14                 | 16                      |
| 2018 год             | 30                 | 16                      |
| 2019 год             | 30                 | 16                      |